# Скейлінг Бйоркена
Скейлінг Бйоркена — властивість інваріантності формфакторів глибоко непружного процесу розсіювання електрона на нуклоні відносно змінення імпульсу та енергії цих процесів у одне й те саме число разів. Виявив 1969 року Д. Бйоркен у ході аналізу результатів дослідів із розсіювання електронів на протонах на Стенфордському прискорювачі електронів. Скейлінг Бйоркена є одним із підтверджень партонної моделі нуклонів.

## Формулювання
Формфактор глибоко непружного процесу розсіювання електрона на нуклоні {\displaystyle e+N\rightarrow e'+N'} ({\displaystyle e,e'} — початковий і кінцевий електрони, {\displaystyle N} — початковий нуклон, {\displaystyle N'} — сукупність кінцевих адронів, що утворилися в результаті процесу) залежить тільки від безрозмірнісного відношення квадрата переданого чотиривимірного імпульсу {\displaystyle q^{2}=(p_{e}-p_{e'})^{2}} до квадрата повної енергії системи {\displaystyle E_{x}^{2}=(p_{e}-p_{e'}+P_{N})^{2}c^{2}} в системі відліку, пов'язаній із її центром інерції: {\displaystyle {\frac {q^{2}c^{2}}{E_{x}^{2}}}}. Цю величину називають межею Бйоркена.